# Wilhelmstraße (Berlin-Wilhelmstadt)
Die Wilhelmstraße im Berliner Bezirk Spandau stellt die Verbindung zwischen Spandau und Potsdam dar. Im Norden mündet die Wilhelmstraße ab der Seeburger Straße und dem Ziegelhof in die Klosterstraße, etwa einen Kilometer südlich des S- und Fernbahnhofs Spandau. Sie kreuzt die Heerstraße und ab diesem Punkt verläuft auf dieser Trasse die Bundesstraße 2. An ihrem südlichen Ende geht sie ab dem „Seeburger Zipfel“ in Höhe der Karolinenhöhe in die Potsdamer Chaussee über.

## Geschichte
Die Potsdamer Chaussee wurde 1897 nördlich der Karolinenhöhe zum 100. Geburtstag von Kaiser Wilhelm I. in ‚Wilhelmstraße‘ umbenannt. Die Wilhelmstadt erhielt ebenfalls zu jener Zeit ihre Bezeichnung; vorher hieß sie Potsdamer oder auch Pichelsdorfer Vorstadt.
An der Wilhelmstraße wurden umfangreiche militärische Anlagen errichtet. Das Festungsgefängnis wurde 1881 fertiggestellt. Die Kasernengebäude wurden 1883–1886 erbaut.

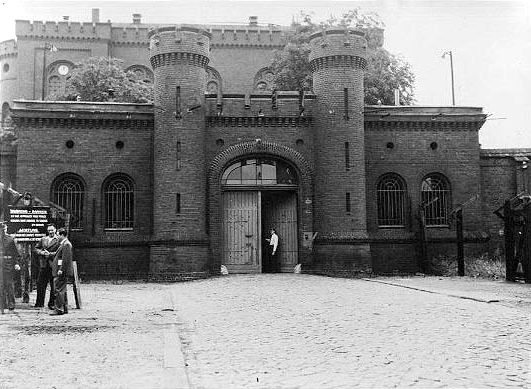
Das Festungs- und Kriegsverbrechergefängnis, 1951

Zur Zeit des Besatzungsstatuts waren in dem Kriegsverbrechergefängnis Spandau sieben in den Nürnberger Prozessen verurteilte Kriegsverbrecher inhaftiert, darunter, bis zu seinem Tod, Rudolf Heß. Nach seinem Tod wurde das Gefängnis abgerissen und ein aus mehreren Gebäuden bestehendes Einkaufszentrum errichtet, das ehemalige Britannia Centre Spandau. Nach weitgehendem Abriss des Einkaufszentrums befindet sich auf dem Gelände heute ein Supermarkt.
Die Trainkaserne war, während sie von den Briten genutzt wurde, als Smuts Barracks bekannt. Aktuell befinden sich in der denkmalgeschützten Anlage u. a. die Wilhelmstadt Schulen und eine Außenstelle der Bundesanstalt für Geowissenschaften und Rohstoffe mit – nach Eigendarstellung – der bedeutsamsten geologischen Sammlung in Deutschland. sowie mehrere Arztpraxen.
Ferner befindet sich an der Wilhelmstraße der Betriebshof Spandau der BVG und eine Wasserstofftankstelle.

## Zukünftige Entwicklung
Der Berliner Senat beabsichtigt, auf dem Gelände der Trainkaserne und der Schmidt-Knobelsdorf-Kaserne einen Wohnstandort zu entwickeln. Am 30. Mai 2017 wurde zu diesem Zweck eine Verordnung beschlossen, die dem Senat bei Grundstücksverkäufen ein Vorkaufsrecht einräumt, zusammen mit vorbereitenden Untersuchungen für eine städtebauliche Entwicklungsmaßnahme.
Das Bundesinnenministerium ließ demgegenüber bis Anfang 2018 prüfen, ob auf dem Gelände der Schmidt-Knobelsdorf-Kaserne eine neu zu schaffende Direktion der Bundespolizei untergebracht werden kann, die mit Spezialkräften schwere Gewaltkriminalität bekämpfen soll. Die Bundesanstalt für Immobilienaufgaben (BImA) hält nur diesen Standort für geeignet.